# Magnum (hudební skupina)
Magnum je britská progresivně rocková skupina z Birminghamu v Anglii. Původní členové byli Tony Clarkin (kytara), Bob Catley (zpěv), Kex Gorin (bicí) a Bob Doyle (basová kytara).

## Diskografie

### Studiová alba
| Rok  | Název                               | Vydavatel         |
| 1978 | Kingdom of Madness                  | Jet Records       |
| 1979 | Magnum II                           | Jet Records       |
| 1982 | Chase the Dragon                    | Jet Records       |
| 1983 | The Eleventh Hour                   | Jet Records       |
| 1985 | On A Storyteller's Night            | FM Records        |
| 1986 | Vigilante                           | Polydor           |
| 1988 | Wings Of Heaven                     | Polydor           |
| 1990 | Goodnight L.A.                      | Polydor           |
| 1992 | Sleepwalking                        | Music For Nations |
| 1993 | Keeping the Nite Light Burning      | Jet Records       |
| 1994 | Rock Art                            | EMI               |
| 2002 | Breath of Life                      | SPV               |
| 2004 | Brand New Morning                   | SPV               |
| 2007 | Princess Alice and the Broken Arrow | SPV               |
| 2009 | Into the Valley of the Moonking     | SPV               |
| 2011 | The Visitation                      | SPV               |
| 2012 | On the 13th Day                     | SPV               |
| 2014 | Escape from the Shadow Garden       | SPV               |
| 2016 | Sacred Blood „Divine“ Lies          | SPV               |
| 2018 | Lost on the Road to Eternity        | SPV               |

## Živá alba
| Rok  | Název                                     | Vydavatel   |
| 1980 | Marauder                                  | Jet Records |
| 1989 | Invasion Live                             | Receiver    |
| 1991 | The Spirit                                | Jet Records |
| 1996 | The Last Dance                            | SPV         |
| 1996 | Stronghold                                | Receiver    |
| 2000 | Days Of Wonder                            | Zoom Club   |
| 2005 | The River Sessions                        | River       |
| 2008 | Wings of Heaven Live                      | SPV         |
| 2015 | Escape from the Shadow Garden – Live 2014 | SPV         |
| 2019 | Live at the Symphony Hall                 | SPV         |